# Gudmar Magnusson (Ulvåsaätten)
Gudmar Magnusson (Ulvåsaätten), även känd som Gudmar Månsson och greve Gomer. Omnämnd 1289–1313. Omnämnd som riddare 1291, som kung Birgers råd 1299 och 1305, senare som hertigarna Eriks och Valdemars råd. Var 1312 lagman i Västergötland.

## Biografi
På något sätt var Gudmar släkt med släktcirkeln som hade Ingevaldsdotter-kvinnor och män med förnamnet Ingevald, troligen avkomlingar till Ingevald Torstensson till Hesselby.
Han var av ätten Hjorthuvud möjligen i Närke, med variant av Sveriges äldsta kända vapensköld från 1219. Gudmar använde i sitt sigill ett framvänt hjorthuvud, men sönerna upptog i stället ett vapen med ett upprest gående lejon, vilket anknöt till moderns släkt, i nutida litteratur benämnd Lejonet-grenen bland  Bobergätten (inte Ulv), som var kognatiskt en gren av den så kallade Folkungaätten eller Bjälboätten, som den oftare kallas idag.
Gudmar Magnusson hade varit (i 1289) i tjänst av hertigen Bengt Birgersson (Bjälboätten), biskop i Linköping, kungens bror. Snart, Gudmar Magnusson fick gifta sig med Margareta, brorsdotter till Sigtrygg arkedjäkn (herr Sigtrad) som fungerade som ärkedjäkn i Linköpings domkapitel. Hertig-biskop Bengt Birgersson var avlägsen kusin till Margareta (Bengt Birgerssons far Birger jarl hade haft en 'neptis' som var farfarsmor till Margareta) och kanske var den som främjade Gudmars karrier genom detta högt äktenskap.

### Egendom
Ägde flera gods, bland annat Ållonö nära Norrköping i Östergötland, Tuna dvs Kägleholm i Närke samt Loholm i Kullings härad och ett i Askims härad, Västergötland. 

### Familj
Gudmar Magnusson var 1291 gift med Margareta Ulfsdotter, vilken omnämns som död 1341, dotter till Loholms Ulf Karlsson (inte den samtida riddaren Ulf Karlsson (Ulv)) och dennes okänd hustru.
De fick tillsammans barnen Katarina Gudmarsdotter (Ulvåsaätten) (avled mellan 1344–1350), som var gift med riksrådet, riddaren och lagmannen Gustaf Tunasson (Vingätten) i Värmlands lagsaga, lagmannen Ulf Gudmarsson (Lejon), lagman i Östergötlands lagsaga som var gift med Birgitta Birgersdotter, känd som Heliga Birgitta och riksrådet, riddaren och lagmannen Magnus Gudmarsson (Ulvåsaätten) i Västergötlands lagsaga som var gift med Katarina Birgersdotter (Finstaätten). De båda sönerna var gifta med döttrarna till lagmannen Birger Persson till Finsta i Upplands lagsaga.